# Irene Paredes
Irene Paredes Hernández, född den 4 juli 1991 i Gipuzkoa, är en spansk fotbollsspelare (försvarare) som spelar för  Barcelona och det spanska damlandslaget. Hon har representerat Spanien i såväl VM i Kanada år 2015 som i VM i Frankrike år 2019. Inför VM 2023 hade hon gjort 11 mål på 93 landskamper. Irene Paredes blev fransk cupmästare med Paris Saint-Germain säsongen 2017/2018.